# Daniel Kokott

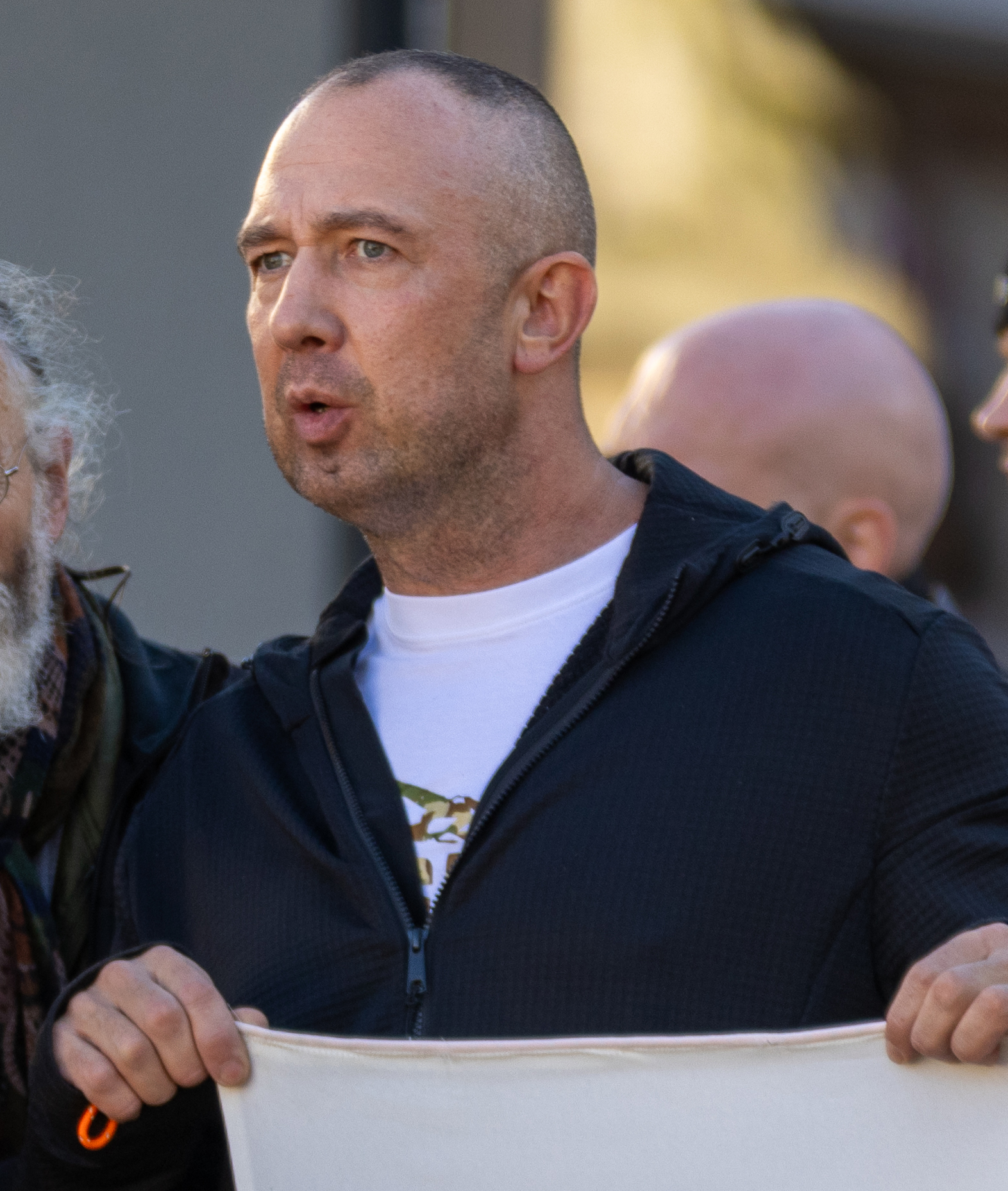
Daniel Kokott am 26. Oktober 2024 in Horn-Bad Meinberg bei einer AfD-Kundgebung gegen eine geplante Geflüchtetenunterkunft

Daniel Kokott (* 1975) ist ein deutscher rechtsextremer Aktivist aus dem ostwestfälisch-lippischen Leopoldshöhe, Ortsteil Asemissen. Während der COVID-19-Pandemie schloss er sich rechten und verschwörungsideologischen Gruppen an, darunter „Bielefeld steht auf“. Seitdem gehört er zum organisatorischen Kreis dieser Gruppe und radikalisierte sich in nationalistischen Gruppierungen. Kokott gehört zum Unterstützerkreis des Kreisverbands Lippe der Alternative für Deutschland (AfD), der im Kreis Lippe völkisch-nationalistische Kontakte pflegt.
Seit März 2025 wird Kokott im Lagebericht Rechtsextremismus des nordrheinwestfälischen Ministeriums des Inneren genannt.

## Bielefeld steht auf
Seit 2021 zählt Kokott zum Organisationskreis der rechten Gruppierung „Bielefeld steht auf“. Er tritt regelmäßig als Ordner auf Demonstrationen auf, verbreitet über die Social-Media-Kanäle fremdenfeindliche Beiträge und fördert damit die Normalisierung von rechtsextremistischer Ideologie innerhalb der Gruppierung. Insbesondere seit der Aufhebung der Corona-Schutzmaßnahmen ist bei der Gruppe eine Fokusverschiebung hin zu rechtsextremer und rassistischer Hetze festzustellen.
Häufig betreut Kokott Stände mit Informationsmaterial von „Bielefeld steht auf“. Auch ist er als Mitinitiator der Splittergruppe „Bündnis gegen links“ anzusehen. Auf rechten Demonstrationen und Kundgebungen verwendet Kokott regelmäßig den Begriff „Remigration“ auf politischen Transparenten.

## Freischar Westfalen
Kokott gilt als Gründer der Kleingruppe „Freischar Westfalen“, die seit Mai 2024 hauptsächlich in sozialen Medien auftritt. Der Name „Freischar Westfalen“ orientiert sich an dem historischen Begriff eines militärischen Verbands. Die Gruppe produziert rassistische und queerfeindliche Videos und verbreitet diese über verschiedene Kanäle. Die Aktionen, bei der sich etwa 3 bis 6 Personen beteiligen – darunter auch Kokotts minderjähriger Sohn –, ähneln der Identitären Bewegung und beinhalten beispielsweise Banner-Aktionen mit Rauchfackeln. Infolge dieser Aktivitäten fanden im November 2024 polizeiliche Durchsuchungen in seinem privaten Umfeld statt. Als Grundlage dienten unter anderem Verstöße gegen das Versammlungsgesetz sowie gegen das Sprengstoffgesetz. Am selben Tag fanden weitere Durchsuchungen bei Mitgliedern der neonazistischen Gruppierungen „Aktion Hermannsland“ und „Westfalens Erben“ in Ostwestfalen-Lippe statt. Die Gruppe „Aktion Hermannsland“ kommt aus dem Raum Horn-Bad Meinberg und ist bereits gemeinsam mit der „Freischar Westfalen“ in Aktion getreten.
Die Durchsuchungen erfolgten aufgrund der Annahme, dass Personen aus diesem Kreis nicht nur über Waffen verfügen, sondern diese auch vor dem Hintergrund ihrer rechtsradikalen Ideologie einsetzen könnten. Bei Razzien in Leopoldshöhe, Bielefeld, Lage und Billerbeck wurden erlaubnisfreie Waffen, Reizgas, Messer, ein Luftdruckgewehr, Banner, Tatkleidung, Aerosoldosen und Pyrotechnik gefunden. Laut Angaben von Kokott bei Instagram wurden „sämtliche digitalen Endgeräte und Speichermedien“ beschlagnahmt.
Im März 2025 organisierte die „Freischar Westfalen“ eine gemeinsame Aktion mit dem gewaltaffinen, rechtsextremen „Active Club OWL“ und inszenierte auf Social Media dieses in einem Video.

## Alternative für Deutschland (AfD)
Neben der Beteiligung an Informationsständen der AfD ist Kokott regelmäßig bei Veranstaltungen der Partei anzutreffen. Im Wahlkampf zur Europawahl 2024 und zur Bundestagswahl 2025 fungierte Kokott als Wahlkampfhelfer innerhalb des Kreisverbands Lippe. Darunter gehörte neben der Teilnahme an Wahlkampfständen- und Veranstaltungen auch die Plakatierung für die AfD in seinem Heimatort Leopoldshöhe und der Nachbarstadt Oerlinghausen. Auch bei Kundgebungen der AfD ist er des Öfteren eingebunden. Beobachter sehen in seinem Auftreten eine tiefergehende Vernetzung mit der AfD Lippe.

## Weitere Verbindungen und Aktivitäten
Neben der stetigen Aktivität auf Sozialen Medien für verschiedene rechte Gruppierungen unterhält Kokott mit „Heimat erhalten“ seit Oktober 2024 einen weiteren Kanal, auf dem er neonazistisches Gedankengut verbreitet. Seit mindestens 2022 ist er verantwortlich für die lokale Umsetzung der „Aktion Schwarze Kreuze“. Neben dieser jährlichen Propaganda-Aktion aus dem Neonazi-Spektrum beteiligt er sich regelmäßig bei Neonazi-Aufmärschen (z. B. Magdeburg 2024, Dresden 2025) – dieses oft als inoffizieller „Medienvertreter“. Immer wieder ist Kokott mit T-Shirts der „Identitären Bewegung“ zu sehen.
Bei einem Prozess gegen den rechten Influencer Tim Kellner im Juni 2024 trat er auf der Unterstützer-Kundgebung mit einem Informationsstand auf.
Am 12. März 2025 nahm Kokott bei bundesweiten Demonstrationen von Querdenkern und Neonazis unter dem Motto „Gemeinsam für Deutschland“ in Stuttgart eine führende Rolle ein. Mit Megaphon und Sprechchören führte er rechtsextremistische Gruppierungen wie „Der Störtrupp“ und „Unitas Germanica“ an.
Im Mai 2025 organisierte er eine Demonstration von Rechtsextremen gegen vermeintlichen „Linksextremismus“ im ostwestfälischen Herford. Kokotts Einladung folgten etwa 150 Personen aus dem rechtsextremen Spektrum aus verschiedenen Regionen Deutschlands, während sich mehr als 2500 Menschen an einer Gegendemonstration beteiligten.
Durch eine organisatorische Beteiligung an Bürgerinitiativen und Kundgebungen infiltriert Kokott weitere Themenfelder mit rechtsextremen Inhalten. Bei einer rechten Mahnwache, bei der ein Tötungsdelikt in Bad Oeynhausen von Rechtsextremen instrumentalisiert wurde, beteiligte sich Kokott mit einem Redebeitrag. Auch bei Demonstrationen gegen Windkraftanlagen im lippischen Detmold führte er die Demonstrationszüge wiederholt mit einem Megaphon und Sprechgesängen an.

## Lokales Auftreten
Seit 2024 tritt Kokott vermehrt als rechter Aktivist auch in Leopoldshöhe auf. Im Februar 2025 nahm er als Wahlbeobachter bei der Stimmenauszählung zur Bundestagswahl 2025 teil. Im März 2025 initiierte er eine Offensive gegen die Erweiterung einer Geflüchteten-Unterkunft im Ortsteil Asemissen. Mit der Initiative „Leopoldshöhe sicher“ soll suggeriert werden, dass es sich um eine „Bürgerinitiative“ handele. Dabei handelt es sich jedoch um eine Initiative aus dem rechtsextremen Spektrum, die auch mit Unterstützung durch den ebenfalls in Leopoldshöhe beheimateten Neonazi-Kader Bernd Stehmann Stimmung gegen Geflüchtete in der Gemeinde Leopoldshöhe machen soll. Mittels Bürgeranfragen, einer Online-Petition, Flyer-Verteilungen und einer WhatsApp-Gruppe sollen Bürger erreicht werden.